# Дипломатическая защита
Дипломатическая защита — призвание государством, посредством дипломатических мер или других средств мирного урегулирования, к ответственности другого государства за вред, причиненный международно-противоправным деянием этого государства физическому или юридическому лицу, являющемуся гражданином или имеющему национальность первого государства, в целях имплементации такой ответственности.
На данный момент отсутствуют какие-либо единые правовые акты, которые регулировали бы вопрос и средства дипломатической защиты. В 2006 году комиссия международного права ООН опубликовала доклад со статьями, посвящёнными дипломатической защите. 6 декабря 2007 года 62 сессия Генеральной ассамблеи ООН приняла резолюцию A/RES/62/67, которой рекомендовала национальным правительствам изучить проект статей, посвящённых дипломатической защите.

## Подходы к определению
Вопрос о толковании понятия является дискуссионным. Так, Е. М. Борчард в 1915 году указывал, что «Дипломатическая защита по своей природе есть международный процесс, заключающийся в „призыве“ одного государства к другому исполнить обязательства, вытекающие из их взаимных прав и обязанностей». С. Джозеф придерживался мнения, что «Дипломатическую защиту можно определить как процедуру реализации ответственности государства за нарушения международного права в результате причинения юридического вреда личности или имуществу гражданину какого-либо государства». Постоянная палата международного правосудия сформулировала следующий подход: «выступая на стороне одного из своих граждан и принимая дипломатические меры или возбуждая международное судебное разбирательство от его имени, государство фактически отстаивает свое собственное право, — право обеспечивать применительно к своим гражданам уважение норм международного права».
Некоторые авторы особенно отмечают мирный характер разрешения спора, возникающего из совершенного государством международно-противоправным деянием.

## Условия применения
Дипломатическая защита имеет публично-правовой характер, поскольку осуществляется при содействии дипломатических представительств (одна из функций). Следовательно, применять меры дипломатической защиты может государство с учётом мнения индивида (п. b ст. 19 Проекта статей).
Таким образом, можно выделить следующие необходимые условия:
- Наличие международно-противоправного деяния;
- Наличие устойчивой правовой связи — гражданства физического лица либо национальности юридического лица (ст. 3 Проекта статей);
- Исчерпание внутренних средств защиты (с исключениями) — использование пострадавшим лицом средств судебной, административной или иных способов защиты (ст. 14 Проекта статей).

Некоторыми исследователями также выделяется соблюдение «доктрины чистых рук»: пострадавшее лицо вправе пользоваться дипломатической защитой государства гражданской (национальной) принадлежности лишь тогда, когда с его стороны нет нарушений в отношении того государства, к которому будут предъявлены претензии.

## Средства дипломатической защиты
- Деятельность дипломатических представительств, содействующая урегулированию проблемы;
- Дипломатические процедуры: предъявление претензии, переговоры;
- Принудительные действия: реторсии, репрессалии;
- Обращение в международные судебные органы (в том числе арбитраж)[9].